# Bajanchongor
Bajanchongor är en stad i centrala Mongoliet vid Changajbergens sydöstsluttningar. Staden är huvudort i provinsen Bajanchongor.